# Lamellidea nakadai
Lamellidea nakadai foi uma espécie de gastrópodes da família Achatinellidae. Foi endémica da Japão.